# 4475 Войткевич
4475 Войткевич (4475 Voitkevich) — астероїд головного поясу, відкритий 20 жовтня 1982 року.
Тіссеранів параметр щодо Юпітера — 3,622.